# Lorenzo Carcaterra
Lorenzo Carcaterra (* 16. Oktober 1954 in Hell’s Kitchen, New York) ist ein US-amerikanischer Schriftsteller. Bekannt geworden ist Carcaterra vor allem durch sein Buch „Sleepers“, das 1996 unter demselben Namen verfilmt wurde.

## Leben
Carcaterra erhielt 1976 eine erste Anstellung bei der Zeitung New York Daily News. Er arbeitete sich dort bis zum Reporter für Unterhaltung hoch, bevor er 1982 zu TV-Cable Week, einem Magazin der Time Inc. wechselte. Neun Monate später wurde die Produktion des Magazins eingestellt und Carcaterra arbeitslos. Es folgte eine Odyssee von Versuchen, sich mit Veröffentlichungen bei verschiedenen Magazinen als Autor zu etablieren.
1988 wechselte Carcaterra zum Fernsehen als Ratgeber für die Serie „Cop Talk: Behind the Shield“, was sich zu einer Anstellung als Redakteur für die CBS-Serie „Top Cops“ entwickelte. Während dieser Anstellungen schrieb und veröffentlichte Carcaterra seine ersten beiden Bücher, „Mein Vater, der Mörder. Eine wahre Geschichte von Liebe und Hass“ und „Sleepers“.
„Mein Vater, der Mörder. Eine wahre Geschichte von Liebe und Hass“, veröffentlicht 1993, fand weitläufige Zustimmung. Bis heute wurden zehn Auflagen veröffentlicht, und das Buch wurde nahezu 200.000 Mal verkauft.
Die Veröffentlichung von „Sleepers“ im Jahr 1995 erreichte sowohl als gebundene als auch als ungebundene Ausgabe Platz eins der New-York-Times-Bestsellerliste und rückte Carcaterra in den weltweiten Fokus. Der Roman wurde bis heute in den USA und 35 weiteren Staaten mehr als 1.400.000 Mal verkauft, alleine in den USA erschienen bisher 20 Auflagen. 1996 wurde der Roman in den Hauptrollen mit Brad Pitt, Robert De Niro, Dustin Hoffman, Kevin Bacon, Minnie Driver und Jason Patric verfilmt. Carcaterra war als Co-Produzent an dem Projekt beteiligt.
Carcaterra lebt in New York. Er ist verheiratet und hat zwei Kinder.

## Veröffentlichte Werke

### Nicht fiktionale Werke
- „Mein Vater, der Mörder. Eine wahre Geschichte von Liebe und Hass“, (1993)
- „Sleepers“, (autobiographische Einflüsse), (1995)

### Erzählungen
- „Apaches“, (1997)
- „Shadows“, (1999)
- „Gangster“, (2001)
- „Street Boys“, (2002)
- „Paradise City“, (2004)
- „Chasers“, (2007)

### Sonstige
- Vorwort zu „Der Graf von Monte Christo“ für die Modern Library Classics-Serie